# Erythria manderstjernii
Erythria manderstjernii är en insektsart som först beskrevs av Carl Ludwig Kirschbaum 1868.  Erythria manderstjernii ingår i släktet Erythria och familjen dvärgstritar. Inga underarter finns listade i Catalogue of Life.